# Saad Surour
Saad Surour Mas'ud Surour Beniyas (tiếng Ả Rập: سعد سرور مسعود سرور بني ياس, sinh ngày 19 tháng 7 năm 1990) là một cầu thủ bóng đá người Các Tiểu vương quốc Ả Rập Thống nhất thi đấu cho Emirates Club và Đội tuyển bóng đá quốc gia Các Tiểu vương quốc Ả Rập Thống nhất. Anh từng thi đấu tại Thế vận hội Mùa hè 2012.